# 演播厅

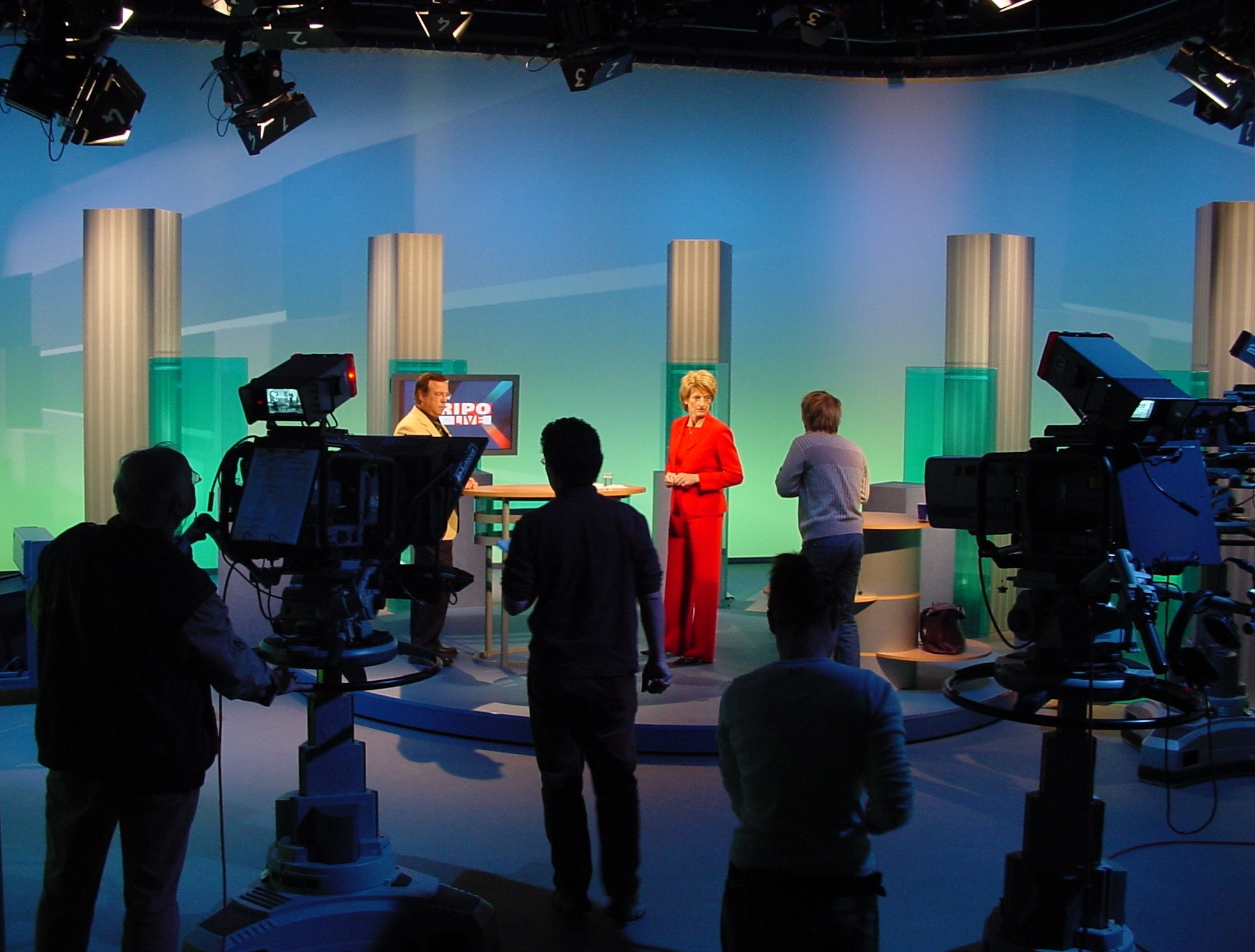
用于录制《重案现场》节目的中德廣播公司一号演播厅。

演播厅（英語： / ），是用于视频制作的设备室。工作人员可以通过演播厅将现场直播录制成录影带，或对拍摄的原始素材进行后期制作。电视演播厅的设计类似于电影摄影棚并且概念也源自这里，但是为了适合电视制作的特殊需要而做了一些修改。一个专业的电视演播厅拥有数个房间，由于噪音隔离及实用性等原因，房间的布置是分开的。这些房间之间通过对讲机或内线电话进行联系，而人员将依据他们的工作性质在这些房间内分配。

## 摄影场

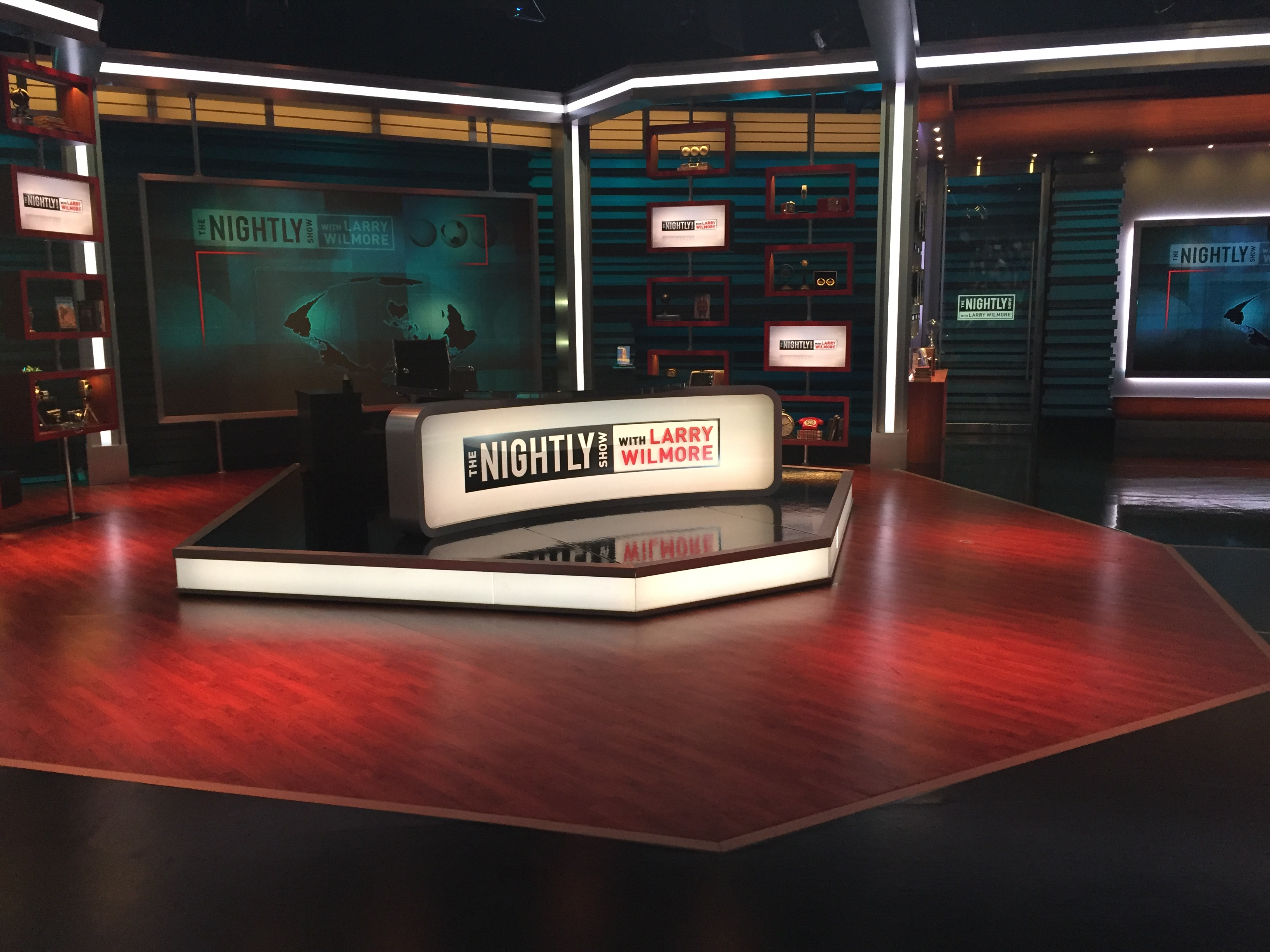
位于曼哈顿地狱厨房演播厅内的《威尔默每夜秀》布景

摄影场是演播厅内的实际舞台，上面的表演会被录制下来并被现场观众所观看。一个典型的摄影场包含以下物品：
- 装饰及场景（英语：Set construction）
- 专业摄影机（英语：Professional video camera）（一台或数台），通常会安装在基座（英语：Camera pedestal）上
- 麦克风及舞台监听系统
- 舞台灯光及相应的灯光控制平台（英语：Lighting control console），灯光控制平台一般会放在副控室（英语：Production control room）
- 几台显示器用于副控室内监控视觉效果
- 一个用于沟通的小型公共有线广播系统（英语：Public address system）
- 在副控室与摄影场之间会有一个玻璃窗，用于直接观看表演效果；但这不是绝对需要的

在制作电视节目时，相关的制作人员会在摄影场工作。
- 屏幕上会出现主持人和与本次节目主题相关的所有嘉宾
- 演播厅现场导演（英语：Studio floor manager）负责整个摄影场的管理（英语：Stage management），同时接受电视导演（英语：Television director）的指挥来安排时间的切换及其他信息
- 一个或数个负责操作摄像机的摄像师；也有可能是摄像师位于副控室通过远程控制摄影场的自动平移变焦相机（英语：Pan–tilt–zoom camera）
- 可能还会有台词提示员，特别是新闻频道的现场直播节目

## 主控室

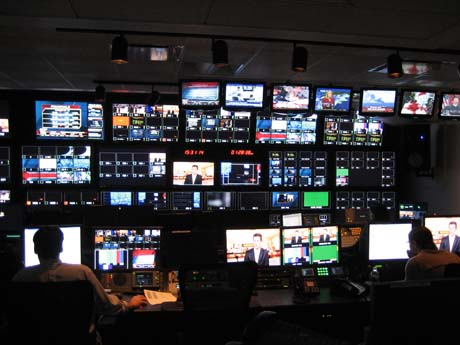
福斯电视台的主控室

主控室是大部分无线电视台或电视联播网常见的负责广播操作的技术中心。主控室的作用与演播厅的副控室不同，副控室主要是协调摄像机的切换，而主控室则是负责信号传输。节目编播室相较于主控室则面积更小，相当于简化版的中央广播系统。
在美国及大部分国家里，主控室是负责广播信号输出控制的。它的作用可能包括播放预先录制的电视节目或电视广告、切换本地节目或电视网联播节目信号源、记录卫星节目源、监控传输设备（这些传输设备可能放置于临近的机房）。如果是直播节目，则信号是副控室传入主控室，再传输到发射设备。

## 其他设施

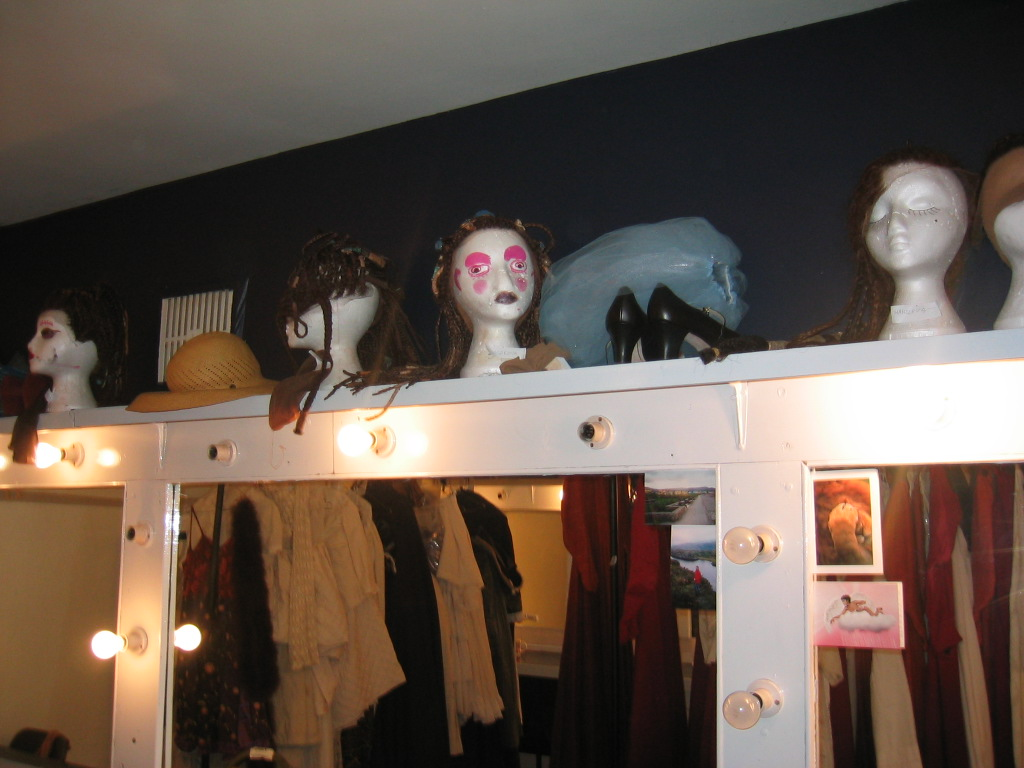
皇家剧院 (韦克斯福德)内的化妆间

除了上述房间之外，演播厅内还有其他一些房间。这些房间的布置没有太多技术要求，通常只会放置一些显示器或监听音箱。
这些房间包括：
- 一间或多间化妆及更衣室；
- 工作人员、电视艺人及访客接待室，通常也被称为“绿屋（英语：Green room）”；
- 面试处理室。